# Агалины
Агалины (Оголины) — старинный русский дворянский род, восходящий к XVI веку.
Древний дворянский род этой фамилии начинает свою историю от Игнатия-Нечая Шагова сына Агалина, владевшего поместьями в Новгородской области в 1582 году.
Род Агалиных был записан дворянским депутатским собранием в VI часть дворянской родословной книги Новгородской губернии Российской империи и утверждены в древнем (столбовом) дворянстве Герольдией Правительствующего Сената.

## Известные представители
- Агалин Афанасий — воевода в Пустозерском остроге в 1664 г.
- Агалин Степан — воевода в Твери в 1655 г[3].